# Xã Lafayette, Quận Ouachita, Arkansas
Xã Lafayette (tiếng Anh: Lafayette Township) là một xã thuộc quận Ouachita, tiểu bang Arkansas, Hoa Kỳ. Năm 2010, dân số của xã này là 5.789 người.